# Haiducii (pel·lícula)
Haiducii és una pel·lícula romanesa del 1966 dirigida per Dinu Cocea. Fou exhibida com a part de la selecció oficial del Festival Internacional de Cinema de Sant Sebastià 1966.

## Argument
Durant el segle xviii a les muntanyes de Valàquia, una banda de foragitats es van rebel·lar contra el domini dels fanariotes i els otomans. Dues germanastres, Sarbu i Amza, amb una relació violenta i complexa, lideren aquesta banda.

## Repartiment
- Ion Besoiu - căpetenia de haiduci Amza
- Marga Barbu - hangița Anița
- Amza Pellea - haiducul Sârbu
- Elisabeta Jar - Maria, fiica vel-vistiernicului Dudescu
- Toma Caragiu - haiducul Răspopitul
- Fory Etterle - domnitorul (creditat Fory Eterle)
- Ion Finteșteanu - Ahmed Pașa, trimisul sultanului
- Alexandru Giugaru - boierul Belivacă
- Florin Scărlătescu - vel-vistiernicul Dudescu
- Marin Moraru - haiducul Dascălu
- Mircea Sîntimbreanu - haiducul Zdrelea
- Constantin Guriță - Duduveică
- Ileana Buhoci-Gurgulescu - țiganca Fira
- Jean Constantin - țiganul Parpanghel
- Colea Răutu - arnăut

## Producció
La pel·lícula es va estrenar el 21 d'abril de 1966 al Cinematògraf Patria de Bucarest. El primer dia d'emissió es van vendre 25 mil entrades. Ha tingut un gran èxit de públic als cinemes romanesos, amb 8.850.537 espectadors. Es troba així en el lloc número 8 de les pel·lícules romaneses més vistes de tots els temps, segons un article de la Unió d'Autors i Cineastes Romanesos el 2006.